# Cmentarz parafialny w Popowie Kościelnym (powiat wyszkowski)
Cmentarz parafii Narodzenia Najświętszej Marii Panny w Popowie Kościelnym lub też cmentarz parafialny w Popowie Kościelnym, cmentarz rzymskokatolicki w Popowie Kościelnym – cmentarz rzymskokatolicki znajdujący się we wsi Popowo Kościelne w powiecie wyszkowskim, w województwie mazowieckim.

## Historia
Cmentarz został założony w 1837 roku o czym świadczy data na bramie cmentarnej, choć może to być data budowy samej bramy i ogrodzenia cmentarnego zaś same pochówki mogły odbywać się w tym miejscu już wcześniej (od początku XIX wieku). Na cmentarzu znajduje się między innymi murowana kaplica grobowa rodziny Skarżyńskich z 1848 roku oraz kilkanaście nagrobków powstałych w końcu XIX i 1 poł. XX wieku.

## Osoby pochowane na cmentarzu
- Kazimiera Augustynowicz (zm. 1961) – polska nauczycielka, patronka Szkoły Podstawowej im. Kazimiery Augustynowicz w Popowie Kościelnym[4][5].
- Zygmunt Wójcik (1935–1995) – polski poeta i prozaik[6].